# 자타유
자타유(जटायुः)는 힌두교 대서사시 《라마야나》에 등장하는 새 모양의 신으로, 아루나의 아들이며 삼파티의 동생이다.
전설에 따르면 자타유는 라바나에게 날개를 잘려 땅에 떨어졌는데, 떨어진 곳이 케랄라주 차다야망갈람이라는 이야기도 있고 안드라프라데시주 레팍시라는 이야기도 있다.

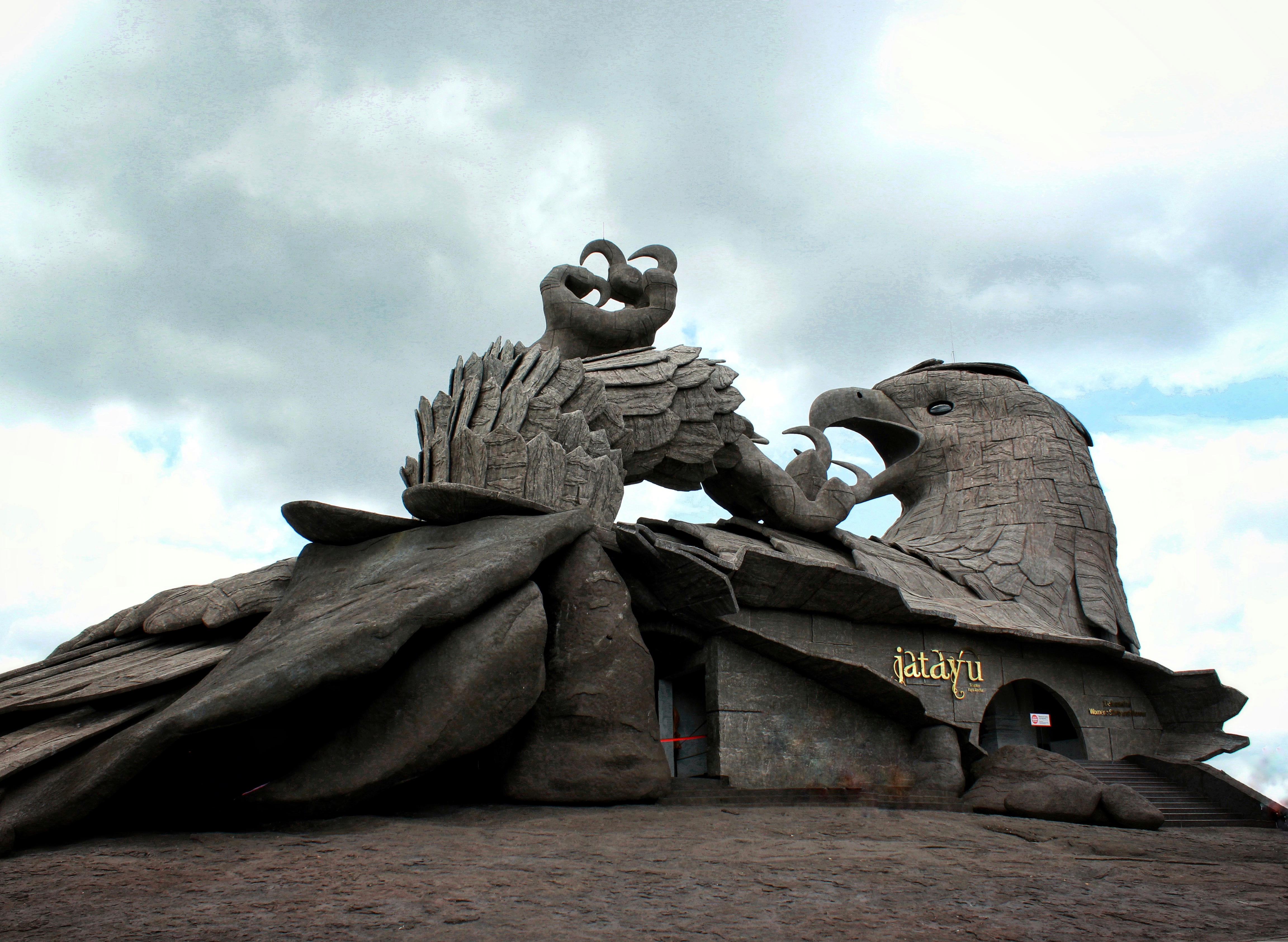
자타유 어스 센터

차다야망갈람의 자타유 어스 센터에는 자타유의 조각이 있는데, 이는 새를 조각한 것 중에서는 세계에서 가장 큰 것이다.

## 같이 보기
- 가루다